# Tycz mniejszy
Tycz mniejszy (Acanthocinus griseus) – gatunek chrząszcza z rodziny kózkowatych i podrodziny zgrzypikowych.

## Morfologia
Chrząszcz o ciele długości od 9 do 11,5 lub 12 mm, ubarwionym jasno- lub ciemnobrunatno z białawoszarym lub żółtawoszarym omszeniem. Kolorystyka jest bardziej kontrastowa niż u tycza cieśli. Czułki samca są dwukrotnie dłuższe, a samicy półtora raza dłuższe niż ciało. Przedplecze szersze niż dłuższe, z parą ostrych kolców po bokach i czterema plamkami żółtawych włosków. Stopy o członach jasno i ciemno obrączkowanych. Pierwszy człon stóp odnóży tylnej pary jest dłuższy niż pozostałe człony razem wzięte.

## Ekologia
Larwy żerują w korze i pod korą sosen, świerków i jodeł, tworząc długie, rozgałęzione chodniki. Rozwój odbywa się w drzewach martwych, obumierających lub starych, a także w nieokorowanych leżących pniach i gałęziach. Owady dorosłe spotyka się do czerwca do sierpnia. W dzień przebywają na zacienionych częściach pni i gałęzi, a aktywne są o zmierzchu i nocą. Niekiedy przylatują do światła. Cykl rozwojowy trwa 1–2 lata.

## Występowanie
Owad borealno-górski. Występuje w borach szpilkowych całej Eurazji. W Europie sięga na północ do Karelii i południowej Fennoskandii. W Azji występuje na Syberii, Sachalinie, w Japonii, północnej Mongolii i północnych Chinach. W Polsce dość rzadko spotykany.